# Kraftwerk Unteraa
Das Kraftwerk Unteraa (vormals Kraftwerk Lungerersee oder Lungererseewerk) ist ein Wasserkraftwerk am Lungerersee auf dem Gebiet der Gemeinde Giswil, das 1921 von den Centralschweizerischen Kraftwerke (CKW) errichtet wurde.

## Geschichte

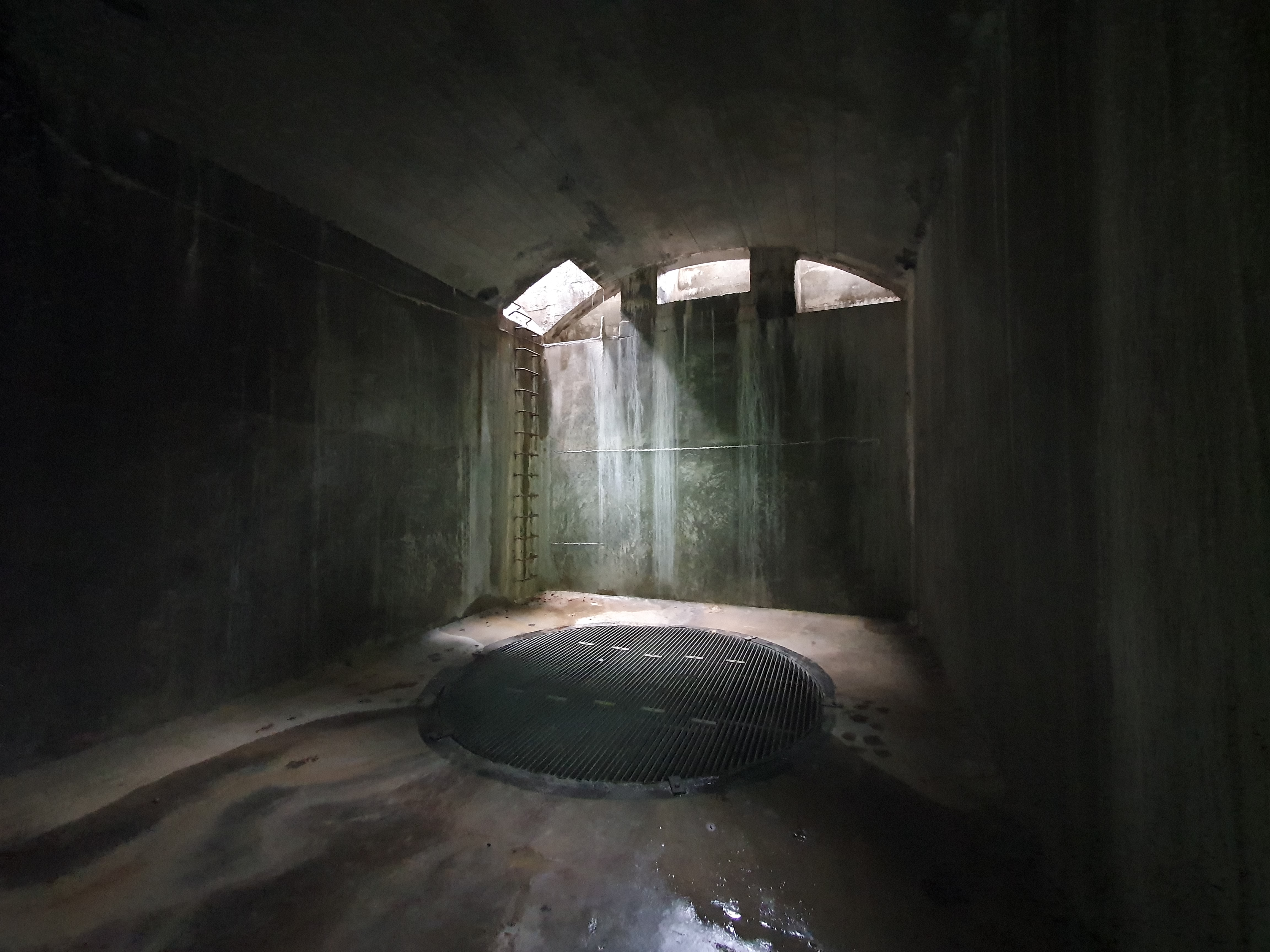
Stillgelegtes Wasserschloss mit Einlaufstollen

Seit 1982 betreibt das Elektrizitätswerk Obwalden (EWO) dieses Kraftwerk und erzeugt Strom aus Wasserkraft. In der im 1921 in Betrieb genommenen Kraftwerkszentrale wurden 1994 die Maschinenanlagen stillgelegt. Seither wird sie unter dem Namen Alte Kraftwerkszentrale Turbine Giswil als Ausstellungsraum für Vorführungen und private sowie öffentliche Veranstaltungen genutzt.
Die neue als Kaverne ausgebaute Kraftwerkzentrale Unteraa wurde 1994 in Betrieb genommen. Das Elektrizitätswerk Obwalden (EWO) nutzt das Gefälle zwischen dem Lungerersee und dem Talboden in Giswil aus, von wo aus das Wasser via Giswiler Aa weiter in den Sarnersee fliesst. 
Im gleichen Jahr wurden die Maschinenanlagen in der «alten» Zentrale stillgelegt. Seither wird die grosse  Halle (90 × 12 × 16 Meter) unter dem Namen «Turbine» Giswil vom EWO als Ausstellungsraum, für Vorführungen und für private und öffentliche Veranstaltungen vermietet.

## Technik

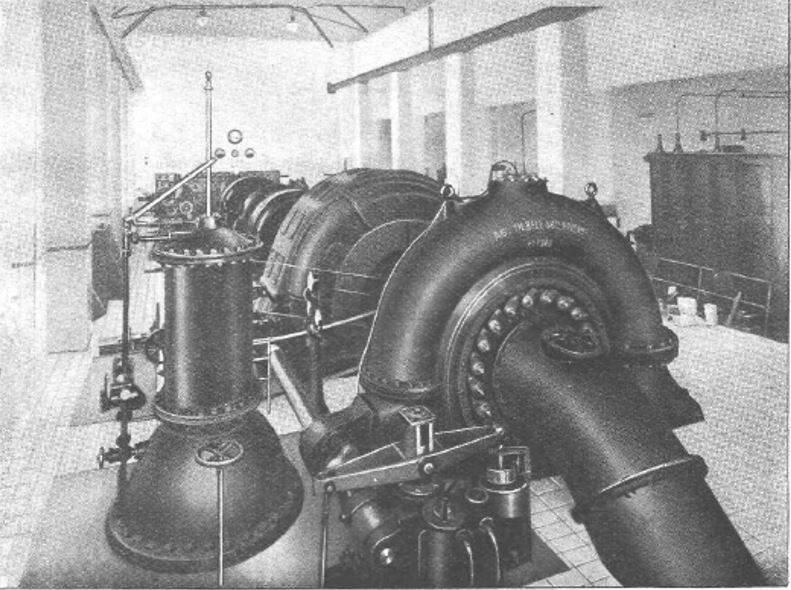
Maschinensaal (1927)

Das Nettogefälle der Anlage beträgt je nach Seestand des Lungerersees 169 bis 203 Meter. Bei Volllast wird eine Wassermenge von 32 m³/s in den drei Francisturbinen turbiniert. Das Einzugsgebiet des Kraftwerks beträgt 113 km².
Das Kraftwerk ist in einer unterirdischen Kavernenzentrale von 87 m Länge und 26,5 m Breite untergebracht. Es sind dort zwei Maschinen mit einer Leistung von je 24 MW und eine Maschine für die Speisung des 50-Hz-Drehstromnetzes installiert sowie eine Maschine mit einer Leistung von 6,5 MW für die Speisung der Zentralbahn. Damit speist das Kraftwerk Unteraa als einziges bahnstromerzeugendes Kraftwerk nicht in das Hochspannungsnetz der SBB, sondern direkt in die Fahrleitung der Meterspurbahn der Zentralbahn Luzern–Sarnen–Meiringen ein.
Die Abwärme der Anlagen wird in Giswil seit 1994 in dem umweltfreundlichen Wärmeverbund Giswil genutzt, der seit 2007 durch eine Holzschnitzelheizung der Genossenschaft Wärmeverbund Kleinteil ergänzt wird.